# Roy Williams (animateur)
Pour les articles homonymes, voir Roy Williams.
Roy Williams (30 juillet 1907 – 7 novembre 1976) était un animateur et présentateur américain ayant travaillé pour les studios Disney, principalement connu pour son rôle de « Big Roy », le Mouseketeer adulte de l'émission Mickey Mouse Club des années 1950.

## Biographie
Roy Williams est né en 1907 à Colville dans l'État de Washington et a grandi à Los Angeles. Après ses études il est embauché par Walt Disney en 1930 pour travailler sur des courts métrages d'animation tout en suivant des études artistiques au Chouinard Art Institute le soir. Il participe aussi à l'écriture de scénario.
Durant la Seconde Guerre mondiale il est employé à la conception d'insignes militaires pour l'armée américaine et en réalise plus d'une centaine.
Après la guerre il participe à la création de l'émission Mickey Mouse Club pour laquelle il conçoit le chapeau avec des oreilles de Mickey. Le réalisateur Jack Kinney décrit Williams comme un « grand et gros bâtard imprévisible impétueux avec une calvitie naissante, »  mais dont il a énormément admiré letalent prolifique, car il pouvait « " s'asseoir et pondre quelques tas de gags comme si de rien n'était. »
Williams meurt le 7 novembre 1976 à Burbank en Californie. En 1992 il est nommé Disney Legends à titre posthume.

## Filmographie
- 1933 : L'Arche de Noé, animation
- 1933 : Old King Cole, animation
- 1933 : Au pays de la berceuse, animation
- 1933 : The Night Before Christmas, animation
- 1934 : The China Shop, animation
- 1934 : The Hot Chocolate Soldiers, animation
- 1935 : La Fanfare, animation
- 1935 : Bébés d'eau, animation
- 1935 : Broken Toys, assistant réalisateur
- 1935 : Cock o' the Walk, assistant réalisateur
- 1936 : Elmer l'éléphant, Scénario
- 1942 : Lac Titicaca, Scénario
- 1942 : Saludos Amigos, Scénario
- 1944 : Donald et le Gorille, Scénario
- 1945 : La Castagne, Scénario
- 1945 : Donald a sa crise, Scénario
- 1946 : La Boîte à musique, Scénario
- 1946 : Donald et son double, Scénario
- 1946 : Peinture fraîche, Scénario
- 1947 : Dodo Donald, Scénario
- 1947 : Le Dilemme de Donald, Scénario
- 1948 : Voix de rêve, Scénario
- 1950 : Pluto's Heart Throb, Scénario
- 1950 : La Roulotte de Donald, Scénario
- 1953 : Les Cacahuètes de Donald, Scénario
- 1954 : The Flying Squirrel, Scénario
- 1954 : Le Dragon mécanique, Scénario
- 1954 : Donald et les Pygmées cannibales, Scénario
- 1956 : Jack and Old Mac, Scénario
- 1956 : A Cowboy Needs a Horse, Scénario